# Damaliscus pygargus
El bontebok (Damaliscus pygargus) es una especie de mamífero artiodáctilo de la subfamilia Alcelaphinae. Es un antílope de talla media encontrado en Sudáfrica y Lesoto.

## Galería

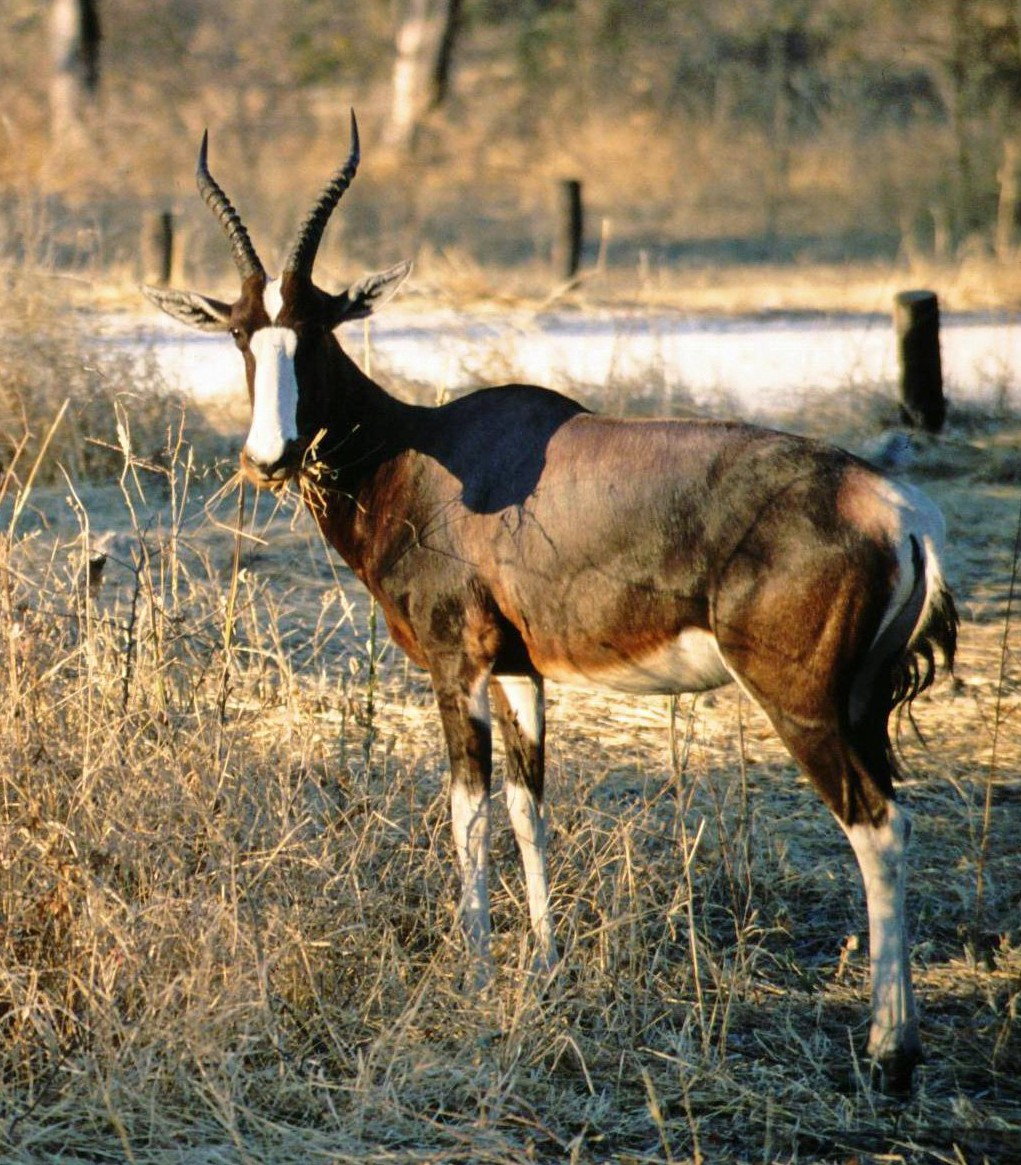
Damalisco pigargo

## Subespecies
- Damaliscus pygargus pygargus
- Damaliscus pygargus phillipsi